# Bleiken
Bleiken est une île norvégienne du comté de Hordaland appartenant administrativement à Bakkasund.

## Description
Rocheuse et couvert d'une légère végétation, elle s'étend sur environ 118 m de longueur pour une largeur approximative de 41 m. 